# Rudolf Raftl
Rudolf Raftl (7 de febrer de 1911 a Viena - 5 de setembre de 1994) fou un futbolista austríac dels anys 30 que jugava com a porter.
Fou 6 cops internacional amb Àustria i 6 més amb Alemanya, després de l'annexió austríaca. Disputà una Copa del Món amb cadascuna de les seleccions, el 1934 amb Àustria i el 1938 amb Alemanya.
Jugà a diversos clubs vienesos, Hertha Wien (1928 - 1929), SK Rapid Wien (1930 - 1945) i First Vienna FC 1894 (1946 - 1948).